# Levett
Levett fou un compositor anglès del segle xviii.
Se li deu Introductory lessons on singing, particularly on psalmody, to whichare annexed several Psalmtunes; New year's Anthems, é Hysun for Easterday.